# Église d'Evijärvi
L’église d'Evijärvi (en finnois : Evijärven kirkko) est une église en bois située à Evijärvi dans la région d’Ostrobotnie du Sud en Finlande.

## Description

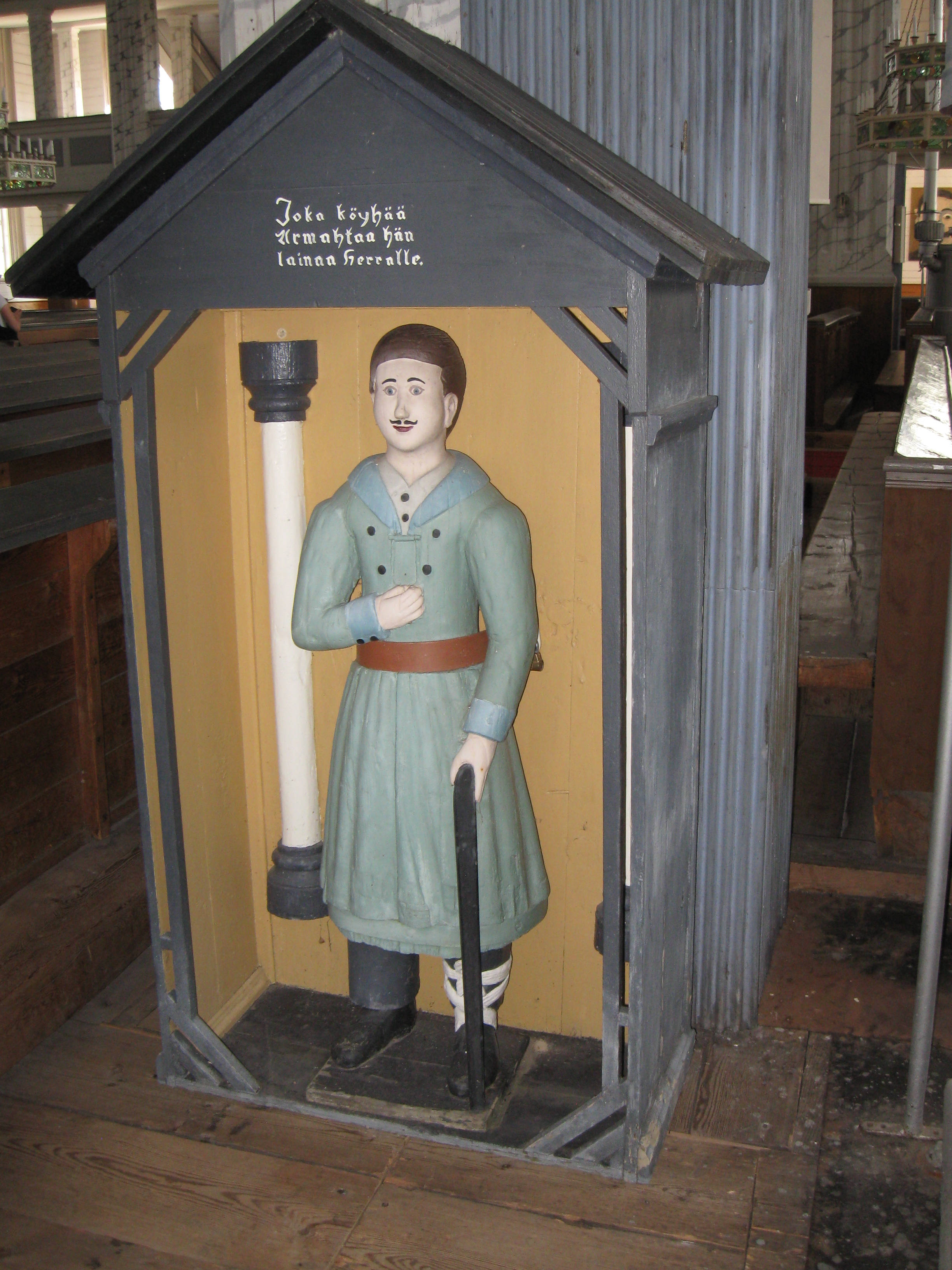
La statue de pauvre homme.

Conçue par Antti Hakola, l’église en bois est terminée en 1759.